# 1,4-Benzohinon
1,4-Benzohinon (para-hinon) je hemijsko jedinjenje sa formulom . U čistom stanju, on formira svetlo žute kristale sa karakterističnim iritirajućim zadahom, koji podseća na hlor, varikinu i vruću plastiku. Ovaj šestočlani prsten je oksidovani derivat 1,4-hidrohinona. 1,4-Benzohinon je multifunkcionalan: on manifestuje svojstva ketona, formirajući oksime; oksidansa, formirajući dihidroksi derivate; i alkena, jer podleže reakcijama adicije, posebno onim koje su tipične za α,β-nezasićene ketone. 1,4-Benzohinon je senzitivan na jake mineralne kiseline i alkalije, koje uzrokuju kondenzaciju i razlaganje ovog jedinjenja.

## Priprema
1,4-Benzohinon se može pripremiti oksidacijom benzena, anilina, i hidrohinona upotrebom raznih oksidacionih agenasa. Oksidacija hidrohinona je brza i podesna, te je stoga poželjna za laboratorijske svrhe. 1,4-Benzohinon se može pripremiti iz hidrohinona putem brojnih oksidacionih metoda. Jedan takav metod koristi vodonik peroksid kao oksidaciono sredstvo i jod ili jodnu so kao katalizator, za oksidaciju u polarnom rastvaraču; npr. izopropil alkoholu.